# Ecitoninae
Ecitoninae (лат.) — парафилетическая группа тропических муравьёв, выделяемая ранее (в 1973—2014) в ранге подсемейства, а затем включённая в состав Dorylinae (Formicidae). Включает муравьёв Нового Света, ведущих кочевой образ жизни, самых массовых хищников Америки. Отличаются следующими признаками: (1) глаза отсутствуют или редуцированы до одного омматидия; (2) клипеус узкий, так что места прикрепления усиков приближены к переднему краю головы; (3) места прикрепления усиков не окружены фронтальными килями; (4) пигидиум простой, невооружённый. Пронотум и мезонотум слиты в единую структуру, жало развито и функционирует. Постпетиоль развит или отсутствует.

## Распространение
Новый Свет: от США на севере ареала до Аргентины и Чили на юге.

## Классификация
Таксон Ecitoninae рассматривался в 1973—2014 годах как самостоятельное подсемейство и включал около
150 видов в 5 родах и двух трибах. До 1973 года включалось в ранге трибы в состав подсемейства Dorylinae, а затем американский мирмеколог Уильям Браун повысил его статус. В 2014 году было предложено (Brady et al.) снова включить его и все дориломорфные подсемейства (Aenictinae, Aenictogitoninae, Cerapachyinae, Ecitoninae и Leptanilloidinae) в состав расширенного Dorylinae.
- Триба Cheliomyrmecini
  - Cheliomyrmex — 4 вида
- Триба Ecitonini
  - Eciton — около 10 видов
  - Labidus — около 10 видов
  - Neivamyrmex — около 130 видов
  - Nomamyrmex — 2 вида

## Экология
Эта группа муравьёв (вместе с подсемействами Aenictinae и Dorylinae) относится к типичным представителям муравьёв-кочевников, которые не строят муравейников, а постоянно перемещаются от одного временного гнезда (бивуака) к другому. При этом они переносят с собой всех личинок, для кормления которых охотятся на всех встречающихся беспозвоночных животных.
С каждым видом муравьёв ассоциировано множество различных мирмекофилов, часто весьма узкоспециализированных. Например, муравьи переносят с собой клещей Larvamima (Larvamimidae), так как те формой своего тела напоминают личинок муравьёв..
Муравьи Ecitoninae являются хозяевами для более чем 130 видов и 30 родов мирмекофильных жуков ломехузин (Lomechusini: Dinocoryna, Dromacamatus, Dromeciton, Ecitana, Ecitocala, Ecitocerus, Ecitocryptodes, Ecitocryptus, Ecitodiscus, Ecitodonia, Ecitoglossa, Ecitonia, Ecitonilla, Ecitophila, Ecitophiletus, Ecitophrura, Ecitoplectus, Ecitopolites, Ecitopora, Ecitophlyus, Ecitoxenidia, Falagonilla, Gallardoia, Labidilla, Labidoculex, Microdonia, Scotodonia, Tetradonia, Typhlonusa, Wasmannina, Zyras), а также для множества мирмекофильных наездников диаприид: Asolenopsia rufa, Doliopria collegii, Notoxoides pedissequus, Notoxoides pronotalis, Szelenyiopria reichenspergeri.